# Gräsmången
Gräsmången är en sjö i Forshaga kommun, Hagfors kommun och Karlstads kommun i Värmland och ingår i Göta älvs huvudavrinningsområde. Sjön är 33 meter djup, har en yta på 4,45 kvadratkilometer och är belägen 131 meter över havet. Sjön avvattnas av vattendraget Tjärnsälven (Näsälven).

## Delavrinningsområde
Gräsmången ingår i det delavrinningsområde (662834-138057) som SMHI kallar för Utloppet av Gräsmången. Medelhöjden är 224 meter över havet och ytan är 64,85 kvadratkilometer. Räknas de 2 avrinningsområdena uppströms in blir den ackumulerade arean 95,57 kvadratkilometer. Tjärnsälven (Näsälven) som avvattnar avrinningsområdet har biflödesordning 2, vilket innebär att vattnet flödar genom totalt 2 vattendrag innan det når havet efter 302 kilometer. Avrinningsområdet består mestadels av skog (81 procent). Avrinningsområdet har 4,89 kvadratkilometer vattenytor vilket ger det en sjöprocent på 7,5 procent.